# Pucará de Tilcara
Das Pucará de Tilcara ist eine der wichtigsten archäologischen Stätten Nordargentiniens, entstanden aus der Fundstätte eines alten indianischen Wehrdorfes der Tilcara-Indianer. Es liegt an einem äußerst guten strategischen Punkt über der Schlucht Quebrada de Humahuaca an der sich die Inkastraße kreuzt. Es befindet sich in einer Höhe von 2450 m, einen Kilometer südlich der Stadt Tilcara auf einem Hügel 80 m über dem Río Grande in der Provinz Jujuy.
Vor der Besiedlung der Spanier war es einer der wichtigsten und bekanntesten Orte der Quebrada de Humahuaca mit einer Ausdehnung von 8 bis 15 Hektar und einem Alter von ungefähr 900 Jahren. Neben verschiedenen Wohnkomplexen gab es Gehege für Tiere einen Friedhof und einen Platz für verschiedene heilige Zeremonien.

## Entdeckung und Rekonstruktion

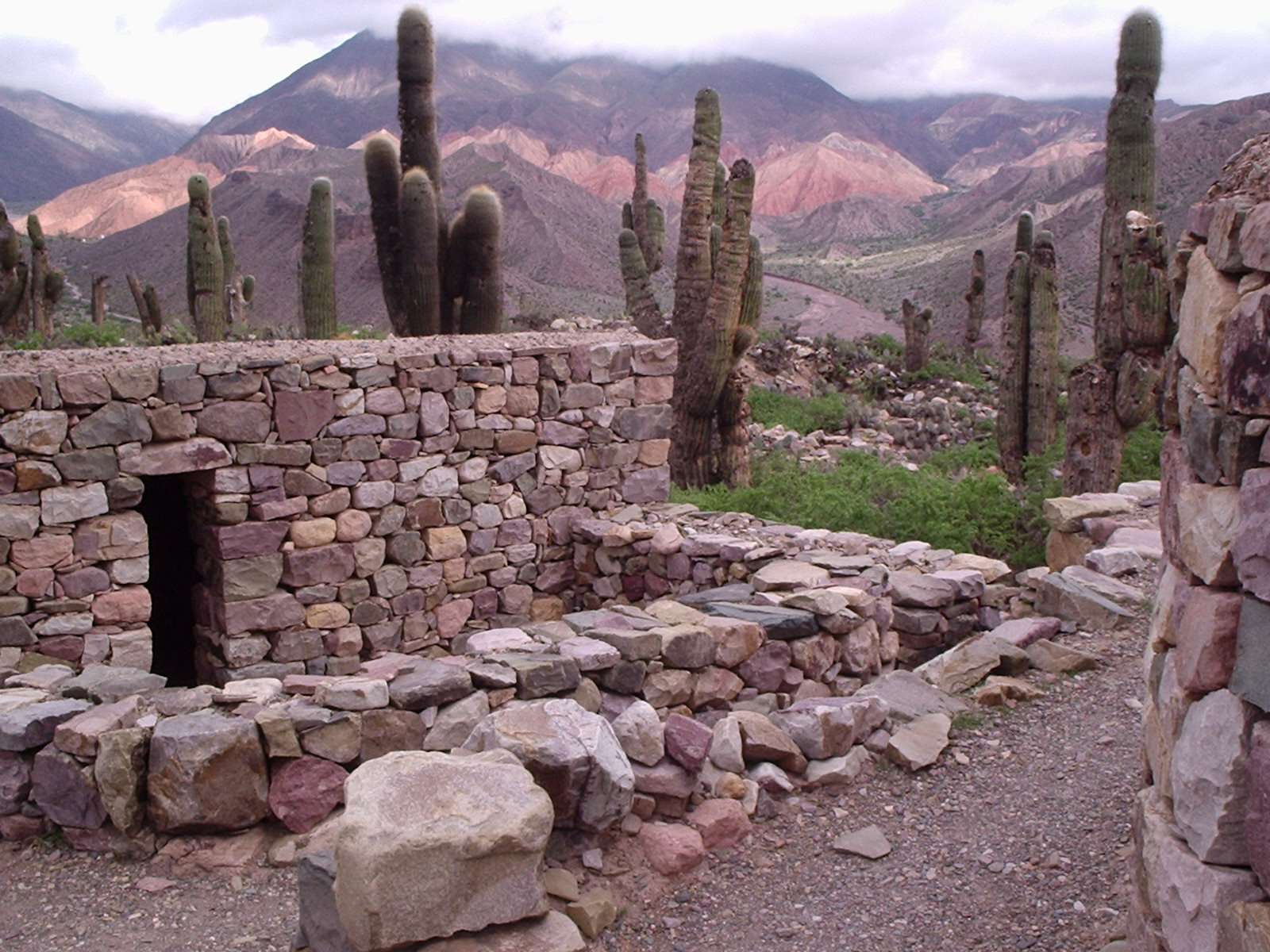

Entdeckt wurde es 1908 vom Ethnografen Juan Bautista Ambrosetti und seinem Schüler Salvador Debenedetti. In drei Sommern brachten sie mehr als 3.000 Fundstücke ans Tageslicht. Diese gaben Aufschluss auf die Lebensverhältnisse der Ureinwohner vor der spanischen Besiedelung.
Nach 1911 war die Idee von Debenedetti, die Ruinen zu rekonstruieren. Mit der Genehmigung von Ambrosetti (zu seiner Zeit Direktor des Etnografischen Museums der Universität Buenos Aires) wurden 2.000 m² des Geländes gesäubert und die Mauern bis zu einem Meter über der Erde rekonstruiert.
1929, nach dem Tod von Ambrosetti wurde Debenedetti Direktor des Museums und wollte die Restaurierung abschließen. Er führte eine erneute Erkundung des Ortes durch, diesmal mit seinem Schüler Eduardo Casanova. Durch seinen Tod im Jahr darauf wurde das Projekt gekürzt.
Im Jahre 1948 nahm Casanova das Vorhaben erneut auf und beendete die Rekonstruktion mit Hilfe der Universität Buenos Aires. Die Regierung der Provinz Jujuy spendete das Land mit der Auflage, dass ein archäologisches Museum entstehen soll. Diese Auflage wurde 1966 mit der Eröffnung des ersten Teils erfüllt. Zwei Jahre später wurde das Projekt vollendet. Neben dem Museum wurde ein botanischer Garten errichtet.

## Museum Pucará de Tilcara
Das Museum besteht heute aus 10 Sälen, 3 davon für temporäre Ausstellungen, einer Bibliothek und dem administrativen Bereich. Die 7 dauerhaften Säle zeigen mehr als 5000 wertvolle historische Stücke aus verschiedenen Indianerkulturen. Eines der wertvollsten ist ein mumifizierter Körper, der sehr gut erhalten mit vollständiger Kleidung in der Atacama-Wüste gefunden wurde.
- Saal 1 ist Argentinien und den angrenzenden Ländern Chile und Bolivien gewidmet. Dort ist unter anderem der mumifizierte Körper aus San Pedro de Atacama ausgestellt.
- Saal 2 beschäftigt sich mit der Indianerkultur in Peru. Es wird Keramik der Nazca-, Mochica- und Chimú-Indianer gezeigt.
- Saal 3 zeigt Stücke aus der Zeit vor der Ankunft der Spanier in Südamerika.
- Die Säle 4 und 5 zeigen Stücke aus der Puna und Jujuy. Eine wichtige Sehenswürdigkeit ist die Rekonstruktion eines Friedhofes der Aymara-Indianer.
- Saal 6 zeigt Stücke aus Pucará/Tilcara.
- Saal 7 zeigt weitere Stücke aus der Quebrada de Humahuaca.